# Tính cầm nắm

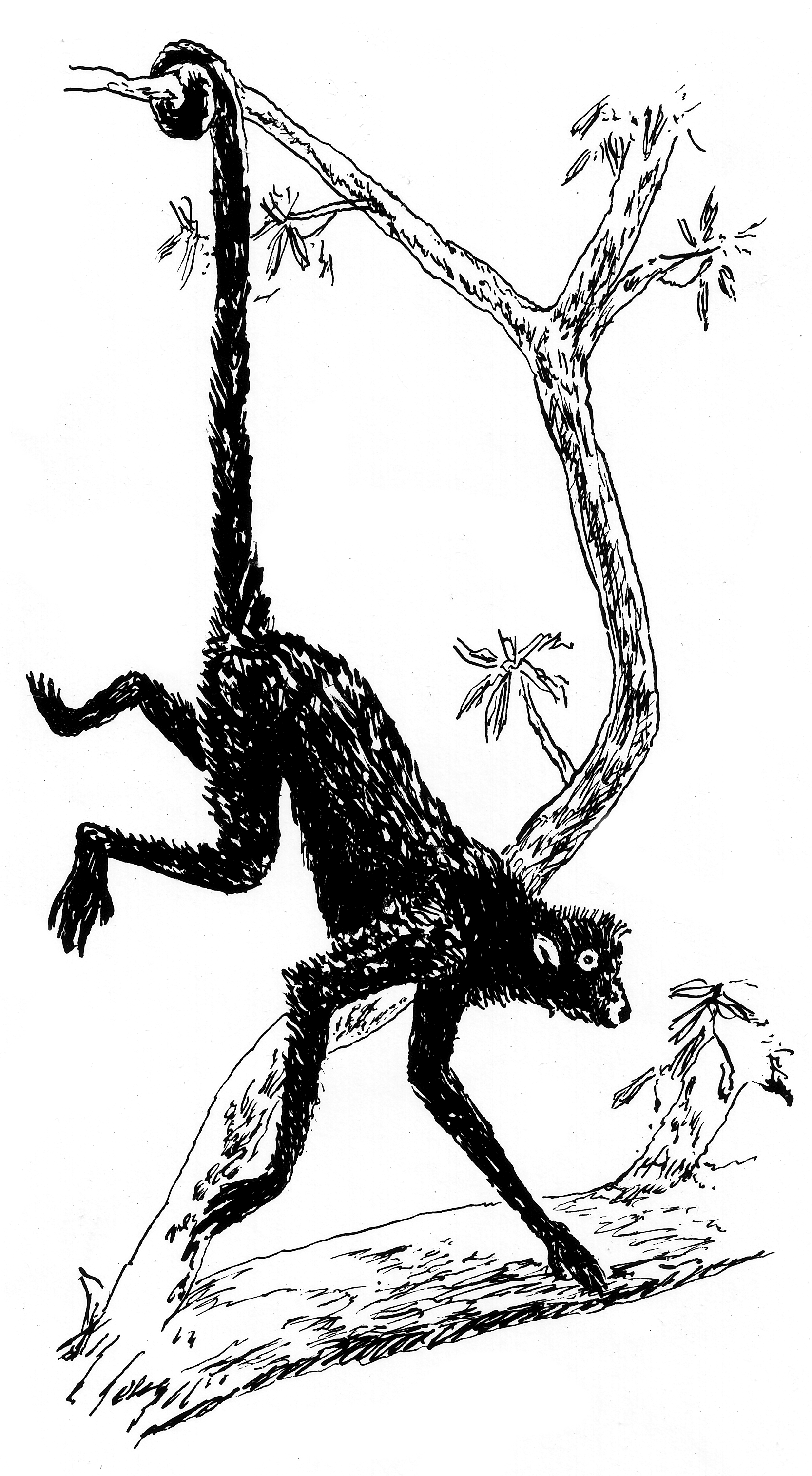
Một cái đuôi.

Tính cầm nắm (Prehensility) là một phẩm chất của phần phụ hay cơ quan đã thích nghi để nắm hoặc nắm giữ. Từ prehensility xuất phát từ tiếng Latin "prehendere", có nghĩa là "để nắm".

## Ví dụ
Phần phụ có thể trở nên có tính cầm nắm, bao gồm:
- Bàn chân:
  - Tay của loài linh trưởng đều có tính cầm nắm nhưng ở mức độ khác nhau
  - Móng vuốt của con mèo có thể nắm được
  - Chân của con chim có thể nắm được
- Đuôi – Nhiều loài thằn lằn còn sót lại có cái đuôi cầm nắm (tắc kè, tắc kè hoa, và một loài skink). Cá ngựa nắm rong biển với cái đuôi của mình. Một số hóa thạch động vật cũng được tin rằng có cái đuôi cầm nắm, bao gồm một số loài drepanosaurs cuối kỉ Triat.[1]

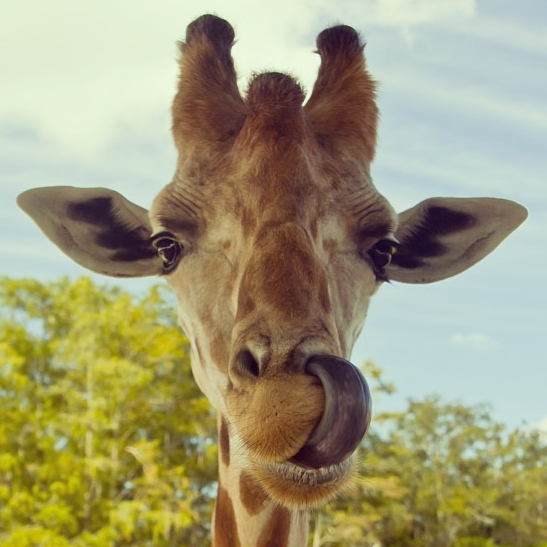
Hươu cao cổ và cái lưỡi có tính cầm nắm của nó